# 林彦俊
林彦俊（リン・イェンジュン、英: Evan Lin、1995年8月24日 - ）は、台湾の歌手、俳優。中国の男性アイドルグループNINE PERCENTの元メンバー。

## 来歴
1995年、海南省海口市で台湾人の父と江西省出身の母との間に生まれる。父の仕事の関係により、7歳から両岸（台湾と中国大陸）を往来する生活を送っており、台南市や江西省、広東省に住んでいた。また、広東外語外貿大学で英語を専攻していた。
2016年12月に香蕉娯楽の練習生となった。2018年には、iQIYIのオーディション番組『偶像練習生』に参加し、最終順位5位となり、NINE PERCENTのメンバーとしてデビュー。NINE PERCENTの活動終了後は、俳優としても活動を行っている。

## 出演

### ドラマ
- 原来我很愛你[5][6]（2021年）
- 一見傾心[7][8]（2021年）

### バラエティ
- 偶像練習生（2018年、iQIYI）
- 野生廚房（2018年、芒果TV）
- 小姐姐的花店（2018年、iQIYI）